# 1480-as évek
Évszázadok: 14. század · 15. század · 16. század
Évtizedek: 1430-as évek · 1440-es évek · 1450-es évek · 1460-as évek · 1470-es évek · 1480-as évek · 1490-es évek · 1500-as évek · 1510-es évek · 1520-as évek · 1530-as évek
Évek: 1480 · 1481 · 1482 · 1483 · 1484 · 1485 · 1486 · 1487 · 1488 · 1489

## A világ vezetői
- I. Mátyás magyar király (Magyar Királyság)  (1458–1490† )